# Bulgaria ai XXIII Giochi olimpici invernali
La Bulgaria ha partecipato ai XXIII Giochi olimpici invernali, che si sono svolti dal 9 al 28 febbraio 2018 a Pyeongchang in Corea del Sud, con una delegazione composta da 21 atleti. di cui 9 donne e 12 uomini.

## Biathlon

### Maschile
La Bulgaria ha diritto a schierare 5 atleti in seguito ad aver terminato tra la sesta e la ventesima posizione del ranking maschile per nazioni della Coppa del Mondo di biathlon 2017.
| Gara                 | Atleta                                                       | Penalità    | Tempo d'arrivo | Posizione |
| -------------------- | ------------------------------------------------------------ | ----------- | -------------- | --------- |
| 10 km sprint         | Krasimir Anev                                                | 2 (1+1)     | 25'08"8        | 37º       |
| 10 km sprint         | Dimităr Gerdžikov                                            | 4 (2+2)     | 26'47"9        | 81º       |
| 10 km sprint         | Vladimir Iliev                                               | 4 (0+4)     | 25'42"7        | 54º       |
| 10 km sprint         | Anton Sinapov                                                | 3 (2+1)     | 25'47"9        | 56º       |
| 12,5 km inseguimento | Krasimir Anev                                                | 5 (0+0+3+2) | 37'59"9        | 45º       |
| 12,5 km inseguimento | Vladimir Iliev                                               | 7 (1+3+2+1) | 38'08"7        | 46º       |
| 12,5 km inseguimento | Anton Sinapov                                                | 8 (0+1+3+4) | 40'49"1        | 60º       |
| 20 km individuale    | Krasimir Anev                                                | 1 (0+0+0+1) | 50'41"8        | 25º       |
| 20 km individuale    | Dimităr Gerdžikov                                            | 3 (2+0+1+0) | 52'12"0        | 43º       |
| 20 km individuale    | Vladimir Iliev                                               | 3 (0+1+1+1) | 50'25"9        | 19º       |
| 20 km individuale    | Anton Sinapov                                                | 5 (0+2+0+3) | 54'48"4        | 71º       |
| Staffetta 4x7,5 km   | Krasimir Anev Anton Sinapov Dimităr Gerdžikov Vladimir Iliev | 16 (3+13)   | LAP            | 16ª       |

### Femminile
La Bulgaria ha diritto a schierare 5 atlete in seguito ad aver terminato tra la sesta e la ventesima posizione del ranking femminile per nazioni della Coppa del Mondo di biathlon 2017.
| Gara               | Atleta                                                             | Penalità    | Tempo d'arrivo | Posizione |
| ------------------ | ------------------------------------------------------------------ | ----------- | -------------- | --------- |
| 7,5 km sprint      | Emilia Jordanova                                                   | 1 (1+0)     | 23'50"0        | 60ª       |
| 7,5 km sprint      | Daniela Kadeva                                                     | 3 (2+1)     | 24'39"2        | 72ª       |
| 7,5 km sprint      | Desislava Stojanova                                                | 5 (2+3)     | 24'54"3        | 76ª       |
| 7,5 km sprint      | Milena Todorova                                                    | 2 (1+1)     | 25'33"6        | 84ª       |
| 10 km inseguimento | Emilia Jordanova                                                   | 6 (2+1+3+0) | 37'04"3        | 55ª       |
| 15 km individuale  | Emilia Jordanova                                                   | 6 (4+0+1+1) | 50'56"3        | 82ª       |
| 15 km individuale  | Daniela Kadeva                                                     | 3 (0+0+1+2) | 46'52"7        | 53ª       |
| 15 km individuale  | Stefani Popova                                                     | 5 (1+0+2+2) | 50'20"3        | 77ª       |
| 15 km individuale  | Desislava Stojanova                                                | 7 (2+2+2+1) | 50'25"9        | 79ª       |
| Staffetta 4x6 km   | Emilia Jordanova Daniela Kadeva Stefani Popova Desislava Stojanova | 11 (2+9)    | 1h14'38"0      | 16ª       |

### Gare miste
| Gara                        | Atleti                                                       | Penalità  | Tempo d'arrivo | Posizione |
| --------------------------- | ------------------------------------------------------------ | --------- | -------------- | --------- |
| Staffetta 2x6 km + 2x7,5 km | Emilia Jordanova Daniela Kadeva Krasimir Anev Vladimir Iliev | 11 (0+11) | 1h23'31"7      | 17ª       |

## Salto con gli sci
La Bulgaria ha qualificato nel salto con gli sci un solo atleta, un uomo.

### Uomini
| Gara               | Atleta             | Qualificazioni | Qualificazioni | Qualificazioni | Finale      | Finale      | Finale      | Finale          | Finale          | Finale          | Finale          | Finale          |
| Gara               | Atleta             | Qualificazioni | Qualificazioni | Qualificazioni | Primo salto | Primo salto | Primo salto | Secondo salto   | Secondo salto   | Secondo salto   | Punti totali    | Posizione       |
| Gara               | Atleta             | Lunghezza      | Punti          | Pos.           | Lunghezza   | Punti       | Pos.        | Lunghezza       | Punti           | Pos.            | Punti totali    | Posizione       |
| ------------------ | ------------------ | -------------- | -------------- | -------------- | ----------- | ----------- | ----------- | --------------- | --------------- | --------------- | --------------- | --------------- |
| Trampolino normale | Vladimir Zografski | 98,5 m         | 118,8          | 17º Q          | 101,5 m     | 106,8       | 23º         | 108,5 m         | 119,7           | 8º              | 226,5           | 14º             |
| Trampolino lungo   | Vladimir Zografski | 123,0 m        | 94,3           | 31º Q          | 119,5 m     | 105,9       | 35º         | non qualificato | non qualificato | non qualificato | non qualificato | non qualificato |

## Sci alpino
La Bulgaria ha qualificato nello sci alpino un totale di tre atleti, due uomini e una donna.

### Uomini
| Gara            | Atleta        | Tempo     | Tempo     | Tempo   | Posizione |
| Gara            | Atleta        | 1ª manche | 2ª manche | Totale  | Posizione |
| --------------- | ------------- | --------- | --------- | ------- | --------- |
| Slalom speciale | Albert Popov  | DNF       | DNF       | DNF     | DNF       |
| Slalom speciale | Kamen Zlatkov | DNF       | DNF       | DNF     | DNF       |
| Slalom gigante  | Albert Popov  | 1'12"39   | 1'11"21   | 2'23"60 | 28º       |
| Slalom gigante  | Kamen Zlatkov | 1'17"65   | DNF       | DNF     | DNF       |

### Donne
| Gara            | Atleta        | Tempo     | Tempo     | Tempo   | Posizione |
| Gara            | Atleta        | 1ª manche | 2ª manche | Totale  | Posizione |
| --------------- | ------------- | --------- | --------- | ------- | --------- |
| Slalom speciale | Maria Kirkova | 54"87     | 54"14     | 1'49"01 | 35ª       |
| Slalom gigante  | Maria Kirkova | 1'18"39   | 1'14"38   | 2'32"77 | 40ª       |

## Sci di fondo
La Bulgaria ha qualificato nello sci di fondo un totale di tre atleti, due uomini e una donna.

### Uomini
| Evento                 | Atleta                             | Qualificazioni | Qualificazioni | Quarti di finale | Quarti di finale | Semifinali      | Semifinali      | Finale          | Finale          |
| Evento                 | Atleta                             | Tempo          | Pos.           | Tempo            | Pos.             | Tempo           | Pos.            | Tempo           | Pos.            |
| ---------------------- | ---------------------------------- | -------------- | -------------- | ---------------- | ---------------- | --------------- | --------------- | --------------- | --------------- |
| Sprint                 | Yordan Chuchuganov                 | 3'32"62        | 68º            | non qualificato  | non qualificato  | non qualificato | non qualificato | non qualificato | non qualificato |
| Sprint                 | Veselin Tzinzov                    | 3'28"19        | 59º            | non qualificato  | non qualificato  | non qualificato | non qualificato | non qualificato | non qualificato |
| Sprint a squadre       | Yordan Chuchuganov Veselin Tzinzov | N.D.           | N.D.           | N.D.             | N.D.             | 17'38"26        | 12º             | non qualificati | non qualificati |
| Evento                 | Atleta                             | Tempo          | Tempo          | Tempo            | Distacco         | Distacco        | Distacco        | Posizione       | Posizione       |
| 15 km tecnica libera   | Yordan Chuchuganov                 | 40'39"6        | 40'39"6        | 40'39"6          | +6'55"7          | +6'55"7         | +6'55"7         | 95º             | 95º             |
| 15 km tecnica libera   | Veselin Tzinzov                    | 36'17"3        | 36'17"3        | 36'17"3          | +2'33"4          | +2'33"4         | +2'33"4         | 36º             | 36º             |
| 50 km tecnica classica | Veselin Tzinzov                    | DNF            | DNF            | DNF              | DNF              | DNF             | DNF             | DNF             | DNF             |

### Donne
| Evento               | Atleta                     | Qualificazioni | Qualificazioni | Quarti di finale | Quarti di finale | Semifinali      | Semifinali      | Finale          | Finale          |
| Evento               | Atleta                     | Tempo          | Pos.           | Tempo            | Pos.             | Tempo           | Pos.            | Tempo           | Pos.            |
| -------------------- | -------------------------- | -------------- | -------------- | ---------------- | ---------------- | --------------- | --------------- | --------------- | --------------- |
| Sprint               | Antoniya Grigorova-Burgova | 3'59"77        | 66ª            | non qualificata  | non qualificata  | non qualificata | non qualificata | non qualificata | non qualificata |
| Evento               | Atleta                     | Tempo          | Tempo          | Tempo            | Distacco         | Distacco        | Distacco        | Posizione       | Posizione       |
| 10 km tecnica libera | Antoniya Grigorova-Burgova | 29'32"8        | 29'32"8        | 29'32"8          | +4'32"3          | +4'32"3         | +4'32"3         | 66ª             | 66ª             |

## Slittino
La Bulgaria ha qualificato nello slittino un solo atleta, un uomo.
| Gara             | Atleta        | 1ª manche | 2ª manche | 3ª manche | 4ª manche       | Totale   | Posizione |
| ---------------- | ------------- | --------- | --------- | --------- | --------------- | -------- | --------- |
| Singolo maschile | Pavel Angelov | 51"569    | 49"449    | 50"094    | non qualificato | 2'31"112 | 37º       |

## Snowboard

### Parallelo
| Gara                               | Atleta           | Qualificazioni | Qualificazioni | Ottavo di finale | Quarto di finale | Semifinale      | Finale          |
| Gara                               | Atleta           | Tempo          | Pos.           | Avversario       | Avversario       | Avversario      | Avversario      |
| ---------------------------------- | ---------------- | -------------- | -------------- | ---------------- | ---------------- | --------------- | --------------- |
| Slalom gigante parallelo maschile  | Radoslav Jankov  | 1'26"04        | 19º            | non qualificato  | non qualificato  | non qualificato | non qualificato |
| Slalom gigante parallelo femminile | Teodora Pencheva | 1'38"63        | 27ª            | non qualificata  | non qualificata  | non qualificata | non qualificata |

### Cross
| Gara                      | Atleta            | Qualificazioni | Qualificazioni | Ottavo di finale | Quarto di finale | Semifinale | Finale |
| Gara                      | Atleta            | Tempo          | Posizione      | Ottavo di finale | Quarto di finale | Semifinale | Finale |
| ------------------------- | ----------------- | -------------- | -------------- | ---------------- | ---------------- | ---------- | ------ |
| Snowboard cross femminile | Aleksandra Žekova | 1'20"23        | 9ª Q           | N.D.             | 1ª Q             | 3ª Q       | 6ª     |